# Mark Reizen
Mark Óssipovitx Reizen, rus: Марк О́сипович Ре́йзен (1895 - 1992), fou un cantant d'òpera rus i soviètic amb una destacada veu de baix. Artista del Poble de l'URSS (1937).

## Biografia
Reizen va néixer en una família jueva de treballadors de la mina el 1895 a la vila de Zaitsevo, llavors gubèrnia de Iekaterinoslav (ara Hòrlivka, óblast de Donetsk, Ucraïna).) Tenia quatre germans i una germana, i tots estaven formats en música (tocaven la mandolina, la guitarra, la balalaica i l'acordió). Va servir com a soldat en la Primera Guerra Mundial. Va estudiar enginyeria al Politècnic de Khàrkiv i també va fer una veu al Conservatori de Khàrkiv amb el professor italià Federico Bugamelli el 1919-1920. Va debutar a l'Òpera de Khàrkiv el 1921, com a Pimen, en l'obra de Mússorgski Borís Godunov, i el 1925 es va traslladar al Teatre Mariïnski a Leningrad. Reizen va realitzar una gira per Europa, en la qual va actuar a París, Berlín, Montecarlo i Londres entre 1929 i 1930.
Era un home alt i amb una forta presència escènica. Es va unir al Teatre Bolxoi el 1930, on va romandre com a baix principal fins a la seva jubilació el 1954. Entre els seus papers es poden esmentar: Ivan Susanin i Ruslan a les dues òperes de Glinka, Don Basilio a El barber de Sevilla de Rossini, Mefistòfil a Faust de Gounod, el príncep Gremin a Eugeni Oneguin de Txaikovski, Salieri a Mozart i Salieri, i el visitant viking a Sadko de Rimski-Kórsakov, el vell gitano a Aleko de Rakhmàninov, Wotan a Der Ring des Nibelungen de Wagner, Kontxak a El príncep Ígor de Borodín, Felip II i Procida a les dues òperes franceses de Verdi, i així successivament. Es va convertir en un intèrpret especialment memorable de Borís i Dossifei en les dues òperes més grans de Mússorgski (Borís Godunov i Khovànsxina).
Reizen fou guardonat amb el Premi Stalin el 1941, 1949 i 1951.
Des de 1954, va ensenyar a l'Institut Gnessin de Moscou. Entre els anys 1965 i 1970 fou cap del departament de cant solista del Conservatori de Moscou (des de 1967 - professor).
El 1980, a l'edat de 85 anys, va interpretar el paper de Borís en l'òpera Borís Godunov de Mussorgski a l'escenari del Teatre Bolxoi. En 1985, a l'edat de 90 anys, va cantar la part de Gremin a l'òpera Eugeni Oneguin de Txaikovski, al Teatre Bolxoi, per la qual cosa va ingressar al Guinness World Records com el cantant d'òpera més vell del món.
Es considera el baix rus més gran des dels temps de Lev Sibiriakov (1869-1942) i Fiódor Xaliapin (1873-1938) i el posseïdor d'una de les millors veus del seu tipus a tot el món durant els últims 100 anys. Una part dels seus enregistraments encara estan disponibles en CD, i també hi ha clips de pel·lícules de les seves actuacions.
Reizen va morir d'un accident cerebrovascular el 25 de novembre de 1992 a Moscou, a l'edat de 97 anys. Va ser enterrat al cementiri de Vvedenski.

### Família
- Esposa - Raixel Anatólievna Reizen (1898-1993).
  - Filla - Tatiana Markovna Reizen (1930-2018), traductora.
    - Neta - Olga Kiríl·lovna Reizen (nascuda el 1956), guionista, crítica de cinema, doctora en història de l'art.

## Premis i condecoracions
- Artista honorari de la RSFSR (1933)[4]
- Artista del Poble de l'URSS (1937)
- Premi Stalin de primer grau (1941) - pels èxits destacats en el camp de l'art teatral i vocal
- Premi Stalin de primer grau (1949) - per la interpretació del paper protagonista en l'òpera Borís Godunov de M. P. Mussorgski
- Premi Stalin de primer grau (1951) - per la interpretació de Dosifei en l'òpera Khovànsxina de M. P. Mussorgski
- Creu de Sant Jordi III grau
- Creu de Sant Jordi IV grau
- Tres Ordes de Lenin (1937, 1951, 1976)
- Orde de la Bandera Roja del Treball (1955)
- Orde de l'Amistat dels Pobles (1985)
- Medalla del Centenari de Lenin
- Medalla per la Tasca Meritòria durant la Gran Guerra Patriòtica de 1941-1945
- Medalla del 800è Aniversari de Moscou